# Нікіта Смокина
Нікіта Смокина (рум. Nichita Smochină, Молдавська кирилиця: Никита Смокинэ, російська: Никита Парфеньевич Смокина, Никита Парфеньевич Смокина; також відомий як Міхай Флорін; 14 березня 1894 — 14 грудня 1980) — етнічний румунський активіст, вчений і політичний діяч з території сучасного Придністров'я. Він особливо відомий своєю агітацією від імені румунів у Радянському Союзі. Спочатку він жив у Російській імперії, з відзнакою брав участь у Першій світовій війні. 1917 року він звернувся до румунського націоналізму, коли служив офіцером у російському Закавказзі. Смокина познайомився з більшовицьким лідером Володимиром Леніним, записавши тодішні толерантні погляди Леніна на емансипацію Румунії. Смочіне тоді діяв в Українській Народній Республіці, де очолював загальний кокус, сформований румунами в Тирасполі. Також був учасником Центральної Ради і заслужив репутацію борця за інтереси українських румунів.
Антикомуніст, Смокина ледве втік від більшовиків. Наприкінці 1919 року разом зі своєю вцілілою родиною він переїхав до Великої Румунії, зробивши її другою домівкою. Будучи протеже історика Ніколае Йорги, він здобув академічні дипломи та став відомим у всьому світі як експерт з прав меншин. На початку 1920-х років займався історичними дослідженнями, етнографією та фольклористикою, а також правознавством. Він став відомим як експерт з Придністров'я, яке за правління Радянської України перетворилося на Молдавську АРСР. Його книжки висвітлювали російщення краю та запровадження безрелігійності, яку офіційні представники Радянського Союзу виділили як небезпечний елемент. Міжвоєнна активність Смочіни також поширилася на гуманітарні зусилля, зокрема прийом біженців у Румунії, які втікали від Голодомору. Його наукова робота включала відновлення добільшовицького чи антиросійського румунського фольклору в Придністров'ї та за його межами.
Протягом більшої частини Другої світової війни Смокина спочатку підтримував авторитарний режим Іона Антонеску та служив при губернаторі Трансністрії Георге Алексяну. Пізніше він критикував антисемітський сплеск, втіленням якого стала одеська різанина. До 1942 року він став відомим своєю причетністю до конфлікту з Алексіану та Штефаном Булатом, але знову знайшов підтримку з боку уряду Антонеску. Зрештою він покинув регіон разом із 10 000 румунських біженців під час радянського контрнаступу 1944 року. Його діяльність як фольклориста, а також викриття радянської жорстокості зробили його оголошеним у розшук, коли Румунію захопив комуністичний режим. Це означало, що до середини 1950-х років Смокині довелося жити під вигаданими іменами. Зрештою його схопили, відправили до в'язниці та позбавили академічних почестей. Частково відновлений під час націонал-комунізму наприкінці 1960-х років, він провів останні десятиліття, заохочуючи комуністичну владу другого покоління зайняти твердішу позицію проти суперечливої радянської політики, такої як «молдовенізм».

## Життєпис

### Походження та молодість
Нікіта Смокина народився на межі історичної Молдови та Бессарабії. Уся територія між Дністром і Південним Бугом («Подністров'я» у найширшому визначенні) входила на той час до складу російської Херсонської губернії. Як він пізніше розповідав, щедрий східний берег Дністра був домом для процвітаючої румунської громади; або, як він казав, справжня «румунська Каліфорнія». Його пізніші дослідження показали, що перша румунська присутність на цій території відбулася в Середньовіччі та відродилася через прикордонну політику козацької Гетьманщини, зокрема в 1650-х роках. За його словами, у міграції та переселенні молдавських селян на те, що стало його батьківщиною, було два основних етапи. Перший був за молдавського князя Георгія Дуки (кінець XVII ст.), а другий за російської імператриці Катерини II. Смокина детально розповідав про румунські колонії «Новоросії» XVIII століття, які сягали на схід аж до Олександрії.
Смокини були нащадками румунських вільних селян (răzeși), вихідцями з Молдови і, як повідомляється, розмовляли архаїчним варіантом румунської мови. Історик літератури Ал. Гузар, який познайомився зі Смокиною в 1940-х роках, згадував, що його використання східного діалекту мало «аромат віків» і «здавалося дивом румунської мови». Місцем народження Смокини було село Махала, що на східному, позабессарабському, березі Дністра. Його батько, Парфені, близько 20 років був сільським старостою. Мати Нікіти, Ана Мірча, вживала термін «румун» в значенні «особа чоловічої статі». У пари народилося ще четверо дітей.
Спочатку відомий своїй родині як «Влайку», Смокина вивчив російську мову в православній церковній школі в Махалі, де він був колегою з майбутніми активістами Архипом Чурея та Мірчею Карпом. Потім він здобув середню освіту в Дубоссарах, отримавши золоту медаль за успіхи в навчанні. Згодом Смокина пішов до російської кадетської школи в Мінську і, за деякими даними, працював клерком Дубесарського трибуналу. Він цікавився філологією і згодом став одним із небагатьох румунських знавців старослов'янської мови. Коли вибухнула Перша світова війна, він служив у російській імператорській армії та воював на полях Кавказької кампанії. Його заслуги були нагороджені орденом Святого Георгія і таким чином він поповнив ряди російського дворянства. На той час він був одружений з Агафією, яка народила їхнього першого сина Александру Нікіту 28 червня 1915 року в Махалі.
Незважаючи на те, що він отримував російські нагороди, Смокина ставав дедалі більш ворожим до царського самодержавства та плекав «нестримну ненависть» до російських солдатів, які погано поводилися зі своїми «молдовськими» товаришами. Лютнева революція застала його в тилу в Тифліській губернії. Він був призначений військовим делегатом Конгресу неросійських народів, організованого при Спеціальному закавказькому комітеті в Тбілісі (травень 1917), де він вимагав румунськомовної освіти для молдавської діаспори. З'їзд направив його до Петрограда для переговорів з Радою робітничих і солдатських депутатів (літо 1917). Як він пізніше зазначив, він випадково почув промову Володимира Леніна, лідера ультрареволюційної фракції більшовиків, яка працювала над поваленням російського Тимчасового уряду. Смокина був заінтригований обіцянкою Леніна про самовизначення для всіх меншин Росії: «Як молдаванин, я вважав це питання одним з найбільш важливих». Смокина було цікаво з'ясувати рівень прихильності Леніна в цьому питанні, і його запросили на інтерв'ю (як він згадував, це стало можливим лише тому, що один із охоронців Леніна був родом із Махали).
Відповідно до власного опису цієї зустрічі Смокина, коли його запитали про його бачення бессарабське питання, Ленін почав із заяви: «Ви, молдавани, не зацікавлені воювати на боці Росії, яка вже століттями культурно поневолює ваш рід, молдавани набагато розвиненіші за росіян». Ленін заявив, що молдавани повинні взяти до рук зброю і боротися проти двох «гнобителів»: Росії та «поміщицької Румунії». За словами Смокини, Ленін відкрито погоджувався з тим, що молдавани, бессарабці та румуни, по суті, були одним і тим же народом: «Черпіть натхнення у ваших румунських братів по крові, але, знову ж таки, остерігайтеся потрапити в пазурі румунських боярських експлуататорів. […] всі молдавани — румуни». Більшовицький теоретик, мабуть, підбурював придністровців і бессарабців поширити полум'я революції на «боярську Румунію», «втопити до біса румунського короля і створити радянську Румунію». За повідомленнями, Ленін також закликав придністровського делегата особисто саботувати військові дії на Кавказькому фронті, брататися з османами і вимагати «миру без анексій і контрибуцій». Як зазначили деякі румунські історики, «Ленін не збирався стримувати [незалежність нації], але не вказав досить чітко, що станеться, якщо вони захочуть досягти самовизначення в будь-якому суспільному порядку, крім комунізму».

### Український депутат і румунський біженець
Смокина повернувся батьківщину, яке поступово входило до нововизволеної Української Народної Республіки, і почав захищати інтереси місцевих румунів. Будучи головою махальського земства, він намагався запобігти руйнуванню суспільного і військового ладу і ледве врятувався від переслідувань більшовицьких комітетів. У грудні 1917 року, після того, як у Бессарабії закріпилася прорумунська Молдавська Демократична Республіка, він і Георге Маре були залучені до сепаратистського Конгресу придністровських молдаван у Тирасполі, де вони вивішували румунський триколор. Смокина заявив: «Ми так любимо нашу країну, що навіть наші ікони схожі на Румунію». До 1918 року він став префектом Тирасполя, потім посланцем Тираспільського повіту до Центральної Ради Києва, столиці нової Української Народної Республіки. У цей період Смокина став відомим своїми зусиллями запобігти приєднанню Бессарабії до УНР, відкрито критикуючи уряд Володимира Винниченка за виявлення таких анексіоністських бажань.
На захід від Дністра наприкінці 1918 року відбулося об'єднання Бессарабії з Румунією. Саме Придністров'я потрапила в українсько-радянську війну і була захоплена більшовицькою Українською Радянською Соціалістичною Республікою, утворивши «Молдавську автономну республіку». Досвід більшовицького правління Смокини був болісним, і він описав воєнний комунізм як травму: «Все майно було відібрано, [румуни в Трансністрії] залишилися голими, пригнобленими, у гіршому стані, ніж під час рабства». Коли він готувався до еміграції, він побачив, як молдавські селяни набігли на його маєток. Він остаточно втік з Радянської України у Велику Румунію 25 грудня 1919 року, коли перетнув Дністер й оселився у колишній столиці Молдови Яссах. Історик Олег Галущенко зазначає, що йому це вдалося лише з другої спроби, оскільки з невідомих причин румунські прикордонники спочатку депортували його назад на український берег. Смокина «дивом вижив».
За словами Смокини, він був засуджений до страти українським комуністичним урядом, а його родичі зазнали жорстоких більшовицьких репресій. Його батька та двоюрідну сестру розстріляли, а майже всіх інших Смокин вислали до Сибіру. Смокина також повідомляє, що його старший брат втопився після того, як йому вдалося уникнути інтернування на Соловках, а його мати, яка була затримана в резервуарі, наполовину наповненому холодною водою, постраждала від смертельних травм. Його дружина Агафія втекла разом з ним, але син Олександр залишився. Він приєднався до них у 1922 році, коли кур'єр, призначений батьком, перевіз його до Яссів. У Румунії у подружжя народилася ще одна донька, охрещена як Клавдія, а також син, відомий у джерелах як Костянтин або Миколай. У його некролозі 1980 року згадується ще одна дочка, Антоанета.
Перебуваючи в Яссах, Смокина зустрівся з юристом Йоаном Теодореску, який допоміг йому вступити на факультет філософії та права Яссського університету. Він закінчив його у 1924 році. На той час також вивчаючи психологію у Костянтина Феделеша. Під час навчання в коледжі Смокина приєднався до інших придністровських студентів-біженців та боровся за підвищення обізнаності про їхнє становище. Однак він також критикував усіх румунів, які прибували з Росії, зазначаючи, що російська система освіти залишила їх погано підготовленими та поверхневими. Спочатку він почав спілкуватися з колом бессарабських румунів і подружився із засновником Бессарабської селянської партії Пантелімоном Халіппою, проголошуючи гуманітарні проекти з харчування та інтеграції дітей біженців. Цей етап збігся з підвищенням адміністративного статусу радянського Придністров'я, тобто створенням Молдавської АРСР в новопроголошеному Радянському Союзі. Хоча біженці були переконані, що Радянський Союз був «в'язницею народів», Смокина та деякі його колеги позитивно оцінили цей крок, вбачаючи в ньому неявне визнання молдавського (і, отже, румунського) самоврядування.
Саме в ті роки Нікіта Смокина подружився з відомим істориком і політиком-націоналістом Ніколае Йоргою, професором Бухарестського університету. Ще в 1922 році його запросила Культурна ліга єдності всіх румунів під керівництвом Йорги взяти участь у конгресі Куртя-де-Арджеш і виступити про придністровські проблеми. Нікіта Смокина також приєднався до румунського масонства (ложі «Васіле Александрі») і, за його власними спогадами, читав лекції іншим масонам про становище придністровців. Смокина познайомився з відомим романістом Михайлом Садовяну, який пізніше був Великим Майстром гілки масонства. Між ними була взаємна неприязнь: Смокина звинуватив Садовяну в торгівлі послугами масонства, у тому, що його не зворушила доля Придністров'я, і в остаточному знищенні інших масонів, які перетиналися йому на шляху. Придністровський активіст зневажав двох інших діячів румунського лівого табору попористів, Александру Міце та його колегу-масона Георге Стере, обох яких він зобразив безпринципними агентами більшовизму.

### Академічний дебют і паризькі студії
На початку та в середині 1920-х років огляди життя придністровських румунів Смокина регулярно публікувалися в журналах Йорги «Рамурі» та «Друм Дрепт». У 1924 році в першій він опублікував свої праці до етнографії румунських громад, розташованих між Дністром і Таврійською губернією. Він також був дописувачем трансільванського журналу Societatea de Mâine зі статтею 1925 року про різдвяні звичаї, які збереглися над Дністром. Пізніше він був менеджером Tribuna Românilor Transnistrieni («Трибуна румунських придністровців»), що видавалася з 1927 по 1928 рік у бессарабському місті Кишинів. Огляд містив внески різних бессарабських румунських активістів (Галіппи, Штефани Булати) і повідомляв про нові випадки порушення прав людини в Молдавській АРСР, такі як насильницьке переселення румунів подалі від Дністра.
Румунський дослідник Петре Попеску Гоган описує Смокину як: «людину закону, з покликанням захищати права людини та права народів […]. На прохання висловитися з питання прав меншин, він працював у Міністерстві закордонних справ і брав участь у міжнародних конгресах з цього питання». З 1930 по 1935 рік придністровський вчений перебував у Франції, де продовжував свої дослідження. Його спонсорував Йорга, який надав йому стипендію, щоб допомогти вступити до румунської школи Фонтене-о-Роз, і отримав додаткову фінансову допомогу від Халіппи. Він все ще страждав від фінансових труднощів протягом усього часу перебування в Парижі. Журналіст Ніколає Карандіно, який зустрівся з Йоргою та Смокиною в Парижі, знайшов останнього контрастним образом на тлі блискучого образу першого: «Смокина […], здавалося, втілював тисячолітній синтез занадто толерантного і занадто доброго народу». Карандіно згадує, що М. Калогному, невдаха-адвокат, близький до самогубства, знаходив задоволення в тому, щоб «мучити» Смокину, публічно припускаючи, що Смокина був алкоголіком, або що його академічна робота була марною.
Смокина зосередив свої дослідження на відновленні старих текстів із таких джерел, як Національна бібліотека та Музей рабства. Різні звіти свідчать про те, що він отримав ступінь доктора філософії. з історії в Паризькому університеті з Фердинандом Лотом як доктором; історик Володимир Солонарі суперечить цим джерелам: «він не зміг отримати докторський ступінь там, [але] зумів зібрати багаті матеріали з історії придністровських молд[аві]ів, деякі з яких пізніше опублікував у Румунії». Він також почав викладати румунську мову в Société pour la Propagation des Langues Etrangeres, науковому товаристві, що фінансується Паризьким університетом. У той час перший звіт Смокина про інтерв'ю з Леніним 1917 року був опублікований Le Prométhée, пропагандистським виданням уряду Грузинської демократичної республіки у екзилі. Також налагоджував контакти з білоемігрантськими осередками, зустрічався з філософом Миколою Бердяєвим.
Зосереджуючись на інформуванні світових лідерів щодо придністровського питання, Нікіта Смокина був у 1930 році делегатом Міжнародного конгресу національних меншин (партнерська організація Ліги Націй). Перебуваючи в Парижі, він також створив Комітет допомоги молдавським придністровським біженцям і проводив кампанію за міжнародне засудження масових вбивств радянськими військами у Придністров'ї (1932). Він був гостем шостої комісії Ліги у справах меншин, яка, заслухавши його доповідь, визнала, що 2 мільйони румунів все ще перебувають за межами Великої Румунії. За його власними заявами, його позиція з цього приводу не була повністю схвалена президентом Ліги, власним румунським Ніколае Тітулеску, який попросив Смокину зменшити тон його антирадянського дискурсу, хоча він все одно запросив його продовжувати читати лекції для Ліги. У рамках своїх зусиль на підтримку справи він нагородив Тітулеску картою Молдавської АРСР, яку він власноруч накреслив; показано, що румуни компактно живуть у Придністров'ї, включно з «півколом» навколо Одеси. Як він незабаром виявив, неохочу позицію Тітулеску підтримав Іон Міхалаке, який очолював правлячу Національну селянську партію (PNȚ). Смокина був розчарований, коли дізнався, що Міхалаке вірив лише в те, щоб переконати Радянський Союз визнати союз Бессарабії з Румунією — його підхід вимагав повної відмови від територіальних амбіцій у Придністров'ї.
У ретроспективі 1941 року Смокина також зазначив, що Ліга Націй розчарувала його, а особливо її Офіс Нансена. За його словами, ці інституції, працюючи під «таємничим впливом», доклали особливих зусиль, щоб поховати його скарги на засіданні в грудні 1933 року. Деякі інші роботи Смокини в Парижі були зосереджені на допомозі придністровським біженцям, які втікали від Голодомор в Україні 1932—1933 років. Будучи членом Комітету молдавських біженців, у грудні 1933 року він говорив про тенденцію, яка стримувала румунські свободи в Радянському Союзі. У цьому контексті він стверджував, що Молдавською АРСР керують нерумуни, особливо радянські євреї, лише з одним румуном, селянином Негруце, як символічним міністром. Він прокоментував методи радянської пропаганди щодо відновлення антирелігійної кампанії, зазначивши, що тираспольська радіостанція була спеціально задумана, щоб відвернути молдаван від церкви. За кордоном його прорумунській групі кинула виклик Асоціація бессарабських емігрантів, фінансована Радянським Союзом, платформою якої було повне приєднання Бессарабії до складу Молдавської АРСР.
Науковий доробок Смокини включав біографічний нарис про Данила Апостола, гетьмана Лівобережної України XVIII ст. молдавського походження. Вона була надрукована в Румунії в 1930 році разом з його монографією про молдавських найманців, які воюють по обидва боки Великої Північної війни. Потім книга «Апостол» була передрукована в популярному історичному збірнику Cunoștințe utile («Корисні знання»). У 1933 році в паризькій Університетській бібліотеці Дж. Гамбер опублікував свою монографію про Іона Братіану, засновника румунського лібералізму, зосередившись на судовому процесі над Братіану за заколот у Франції 1850-х років. Робота була рецензована Revue des Questions Historiques, яка відзначила, що стилю Смокини бракує «порядку» та «ясності», і він може виявитися хронологічно неточним. Приблизно в той час придністровський дослідник оголосив, що він також готує огляд внеску масонства в першу унію Румунії (1859 р.).

### Moldova Nouăта дослідження 1930-х років
У січні 1935 року Смокина запустив нове періодичне видання під назвою «Moldova Nouă» («Нова Молдавія»). Його вступний маніфест, який виражав програму Культурної асоціації придністровців, обіцяв надати румунській громадськості «загальну культуру» про молдавське життя на радянських землях і дотримуватися принципів «об'єктивності, наукової правди [і] національної ідеї». Цей багатомовний огляд, виданий редакцією в Яссах і друкарнею Brawo в Бухаресті, проіснував лише до 1936 року. Перед закриттям рецензія містила його есе Republica Moldovenească a Sovietelor («Молдавська Республіка Рад»), перевидане в 1938 році як том Cartea Românească. У 1935 році, також із Moldova Nouă, Смокина випустив своє дослідження французькою мовою Les Moldaves de Russie Soviétique («Молдавани Радянської Росії»), проілюстроване зразками румунського фольклору з цього регіону — піснями про культурну ізоляцію та вплив зросійщення. Наступного року журнал прийняв його сина Александру з оглядом літератури з Молдавської АРСР — він дійшов висновку, що: «поверх помилкового політичного мислення, поверх соціалістичної дезорієнтації, румунська душа просвічує в цій діяльності румунів під іноземною окупацією».
Смокина-старший також працював у науковому журналі Йорги Revue Historique du Sud-Est Européen. Його нариси там включали огляд стандартного букваря Молдавської АРСР Kuvyntu nostru 1936 року, що свідчить про агітпроп аспект радянської освіти, паплюження «куркульських» елементів у придністровському суспільстві та плагіат румунських підручників. Приблизно через два роки Смокина, використовуючи псевдонім Міхай Флорін, почав брати участь у журналі Poporanist Însemnări Ieșene, де він рецензував роботу бессарабської фольклористки Тетяни Галушка-Красмару. У 1939 році Смокина продовжив публікацію Din literatura populară a românilor de peste Nistru («Зразки румунської народної літератури в районах над Дністром»), повідомлення для наукового огляду Anuarul Arhivei de Folclor, що базується в Клужі. У ній, зокрема, взяті зразки придністровської скорботної лірики про примусовий рекрутський набір під час російсько-турецьких війн. Праця дала змогу румунам ознайомитися з дослідженнями, проведеними П. Чіором серед румунів Новоукраїнки, Донбасу та Кавказу; він також поінформував їх про можливий зв'язок між композитором Давидом Гершфельдом і придністровським поетом-фольклористом Кулаєм Ненню. Також у 1939 році Смокина провів власні етнографічні інтерв'ю в румунській придністровській емігрантській спільноті від імені Румунської академії. Як стверджував етнограф Костянтин Еретеску, такі внески зробили його «найвизначнішим дослідником народної культури в цій галузі».
З 1938 року, за режиму Фронту національного відродження, Смокина перебував у Бухаресті, призначений до канцелярії в міністерстві меншин. Основною його діяльністю у просуванні справи придністровців було створення Асоціації придністровських румунів. Він був розроблений, щоб надати подальшу підтримку румунським біженцям з цього регіону, яких, за оцінками, було 20 000. Сам Смокина стверджував, що загалом у Молдавській АРСР проживало близько 1 200 000 румунів, що становило 80 % корінного населення — це залишається найвищим подібним підрахунком, значно випереджаючи цифру, висунуту в 1910-х роках активістом Алексісом Нуром. Наприкінці 1930-х Смокина брав участь у програмі літньої школи Йорги в місті Валенії-де-Мунте. Лікар Г. Братеску, який був підлітком на цих конференціях, зазначає, що Смокина давав «страшні розповіді» про життя в Придністров'ї. Братеску, який також знайомився з пропагандою Комуністичної партії Румунії, також нагадав, що місцеві комуністи відкинули дискурс Смокини як «вигадки провокатора, запеклого ворога комунізму». У лютому 1939 року радянська дипломатична місія в Бухаресті представила Александру Креціану з апарату міністерства закордонних справ Румунії список скарг, викликаних науковими відкриттями Смокини. Креціану тоді повідомляв, що кожен новий лист Смокина призводив до того, що він отримував ноти протесту від радянського посла Михайла Островського.
На політичну та наукову діяльність Смокини вплинула радянська окупація Бессарабії 1940 року. Він стверджує, що домігся аудієнції румунського короля Кароля II, якого він намагався переконати, що Бессарабію потрібно захищати, ризикуючи війною з Радами. Він вчасно втік з Кишинева, але його дослідницький матеріал залишився. Сталінський режим оголосив його персоною нон грата, а радянська цензура вилучила та заборонила всі його опубліковані томи. Смокина мав звинуватити радянську владу у вандалізмі над кишинівською друкарнею, де він публікував об'ємну наукову працю, яка, як повідомляється, була втрачена. Як представник придністровської спільноти, Смокина приєднав до себе Бессарабське коло Бухареста, очолюване Германом Пинтею. Крім того, рятуючись від окупації, до свого батька в Бухаресті приєдналася Клаудія, де вона вийшла заміж за мовознавця бессарабського походження Діоміда Струнгару.
1940 року сім'я була в Бухаресті, коли втрата Північної Трансільванії ввергла Румунію в політичну кризу. Смокина глибоко захоплювався Іоном Антонеску, який скинув Кароля II і став диктаторським правителем Румунії, або Кондукетором, між вереснем 1940 року і серпнем 1944 року. Придністровський етнограф зберіг імідж Антонеску як «великого народолюба» і «чесної людини», тим паче, що Антонеску обіцяв повернутися до бессарабсько-придністровського питання «з сокирою». Він стверджує, що допомагав Антонеску в його конфлікті із Залізною гвардією, і що після громадянської війни січня 1941 року він опублікував документи, «що мали на меті дискредитувати» гвардійців. Крім того, за його спогадами, Смокина супроводжував кондукетора під час усіх його візитів до нацистської Німеччини, де Антонеску нібито нав'язував повагу німецькому диктатору Адольфу Гітлеру; він також приєднався до Антонеску під час поїздок до Італії та окупованої німцями України. У той час Румунія офіційно оформила свій союз із державами Осі та влітку 1941 року приєдналася до раптового нападу Німеччини на Радянський Союз. На перших етапах війни румунський лідер призначив Смокину своїм особистим радником з усіх питань Придністров'я.
Серед праць Смокини 1941 року — брошура Masacrele de la Nistru («Різня на Дністрі»), яка звинувачує радянську владу в різних злочинах проти румунського населення. Moldova Nouă також було відновлено з підзаголовком Revistă de studii și cercetări transnistriene («Огляд придністровських студій і досліджень»), опублікувавши німецькомовну працю Смочіне Die Rumänen zwischen Dnjestr und Bug («Румуни між Дністром і Південним бугом»), деталізує діяльність румунського бояр в «Новоросії». Журнал припинив виходити 1942 року, але був замінений на синонімічну назву «Трансністрія», яку Смокина видавав до 1944 року. Його первісток Олександр Н. Смокина також брав участь у воєнній пресі, написавши для націоналістичного огляду Октавіана Теслауану «Дакія». У 1940 році він закінчив Ясську юридичну школу, а також офіцерську підготовку. Інший син вченого отримав освіту і працював інженером.

### У Трансністрії

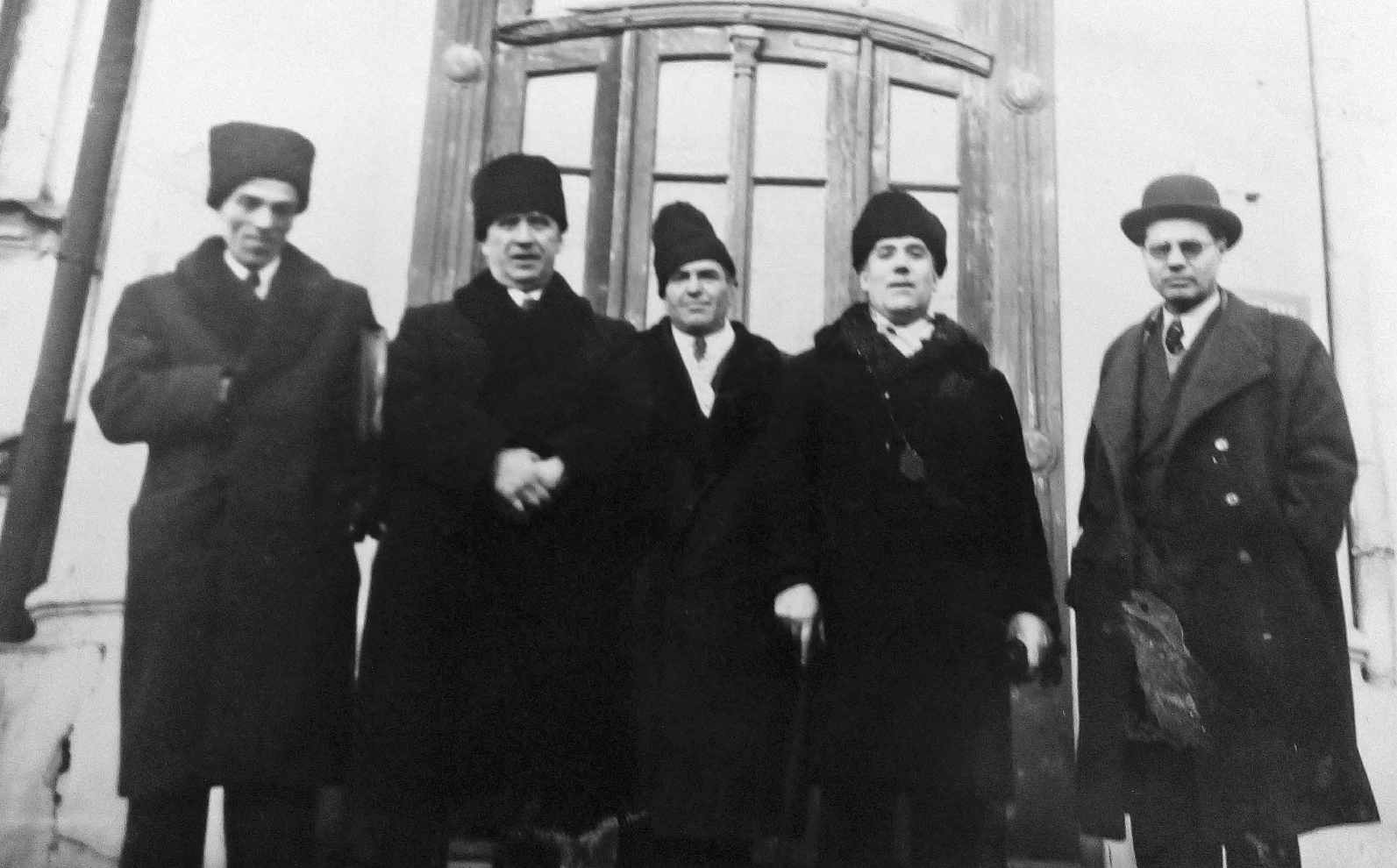
Зустріч румунських бессарабських і придністровських активістів у Тирасполі, губернаторство Трансністрії, 1941 рік. Зліва: Іліє Зафтур, Онісіфор Гібу, Штефан Булат, Пантелімон Халіппа та Смокина

Після відвоювання Бессарабії та перетину Дністра режим Антонеску створив Трансністрійське губернаторство, до складу якої входили колишня Молдавська АРСР та Одеса. Як зазначив Смокина, цей крок створив напругу між різними групами інтересів, які підтримують Антонеску. Він повідомляє про свою напружену зустріч з командиром жандармерії Костянтином Василіу, яка відбулася в Тигіні в серпні 1941 року. Василіу поінформував його: «Я ледве витримую [загрозу з боку] комуністів і радянських агентів у країні, тоді як Антонеску хоче розширити нашу адміністрацію аж до Дніпра. Це не можна зробити за жодних обставин».
Того ж місяця в Тирасполі Смокина та мер Петру Торпан очолювали делегацію видатних осіб, яка вітала там Антонеску та нового румунського короля Міхая I. Як «представник румунських придністровців» він зазначав, що «завдяки армії Міхая І, її безприкладній хоробрості, так хоробро очолюваній маршалом Антонеску, Дністер більше не буде кордоном між братами». Смокина нібито розглядався кондукетором на посаду губернатора Придністров'я. За деякими даними, він відмовився від цього призначення і попросив, щоб цю посаду перейшов до іншого академіка, Георге Алексяну. Сам Смокина зазначав, що він відмовився від виконавчої посади, оскільки хотів діяти як законодавець і юрист, забезпечуючи об'єднання Придністров'я та Румунії між собою згідно з міжнародним правом. Такі заяви частково заперечує Солонарі, який описує Смокину як завжди обуреного на Алексіану, «якого, на його думку, неналежним чином отримав посаду, яка мала належати йому по праву».
Тоді ж мером Одеси став Герман Пантя, що забезпечило йому «постійну співпрацю» зі Смокиною. Смокина також брав активну участь у призначенні інших членів адміністрації Придністров'я, включаючи Олександра Смокину, якого було звільнено з дійсної служби і призначено другим префектом Березівського повіту Трансністрії. Як пише Солонарі, призначення показало, що «сам Смокина не був захищений від привабливості ренти»; «повідомлялося, що він отримав „подарунки“ від Департаменту культури [Придністров'я] […], які складалися з предметів мистецтва, викрадених з одеських музеїв». Смокина-старший прийняв менш формальні призначення, серед яких було його обрання президентом Національної молдавської ради 15 грудня 1941 року. Він стежив за тим, щоб придністровці знову вивчали румунську мову, а також брав участь у переговорах щодо звільнення румунських військовополонених. Конфлікти з іншими активістами змусили його подати заяву про відставку з Культурної асоціації придністровців, але віце-прем'єр Румунії Міхай Антонеску відмовився її прийняти. Він «досі вважав його єдиним повноважним представником придністровських румунських біженців».
Невдовзі Смокина почувався не по собі з військовою та цивільною адміністрацією Губернаторства, відзначаючи випадки, коли Алексіану та Василіу висміювали своїх бессарабських підлеглих. Алексіану особливо роздратувався, коли Національна молдавська рада вимагала від нього призначення в новій адміністрації: «засмучений тим, що він цілком зрозуміло вважав нахабством її членів, [він] призупинив Раду». Як повідомляється, губернатор намагався отримати контроль над Національною молдавською радою, висунувши Штефана Булата на посаду голови на тій підставі, що «Смокина проводив більшу частину свого часу в Бухаресті». Цю спробу заблокував румунець Міхай Антонеску, який подбав про те, щоб Смокина був присутній на виборах і вийшов переможцем. Алексіану був змушений відповісти, поставивши Булата головою Наукового інституту Трансністрії, який був спеціально створений, щоб затьмарити Раду Смокини. Александру вітав новий орган, який працював директором його філії в Тирасполі. Він також заснував Молдавське коло, яке поширювало пропаганду та популяризувало румунську історіографію.
Розчарований Нікіта Смокина залишив докладні нотатки про корупційну діяльність інших чиновників, зокрема Булата. Він розповідає, що Булат наживався на депортації євреїв, у тому числі змусив єврейську дівчину стати його наложницею. Смокина описує одеську різанину 1941 року, яку наказав Іон Антонеску в помсту за ймовірну єврейську змову проти румунського командування, як серйозну помилку з боку румунів: як він зазначив, і він, і Пантя були поінформовані про те, що будівлю нібито розбомбили єврейські активісти фактично були заміновані відступаючими совєтами. Смокина також стверджував, що Антонеску вважав війну Гітлера проти «трьох окультних сил» (євреїв, масонів і католицької церкви) «великою помилкою», яка могла програти Німеччині війну. У розповіді Смокини «Провідник» продовжував стверджувати: «[Гітлер] міг би легко переманити єврейство на свій бік, і після війни він зміг би з ним боротися, але не таким руйнівним способом, як той не гуманно». У червні 1943 року він був присутній під час офіційного візиту кондукетора на щойно завойованих територіях. Як він писав у своїх мемуарах, цей випадок показав, що Алексіану влаштував «Потьомкеніаду» з полями, які були зорані лише вздовж доріг, і з будинком престарілих, який існував «виключно для огляду».
2 липня 1942 року Смокина став почесним членом Румунської академії. У той час він працював під керівництвом антрополога Траяна Герсені, брав участь у великій міждисциплінарній роботі зі збору та систематизації фольклору придністровських румунів; його внесок був описаний у монографії Георге Павелеску 1943 року Aspecte din spiritualitatea românilor transnistrieni: Credințe și obiceiuri («Аспекти румунської придністровської духовності: вірування та звичаї»). Розслідування також мало на меті відреагувати на десятиліття антирелігійної кампанії та свідомо виключило весь фольклор, який демонстрував вплив радянської доби. За словами Солонарі, соціологічні групи, які були направлені в Придністров'я, пом'якшували «дикі претензії» Смокини щодо румунської ідентичності на схід від Дністра; один із членів соціологічної групи, Пол Міхейлеску, зазначив, що румуномовні жителі Валя Гоцулуй вважали «диференціацію за етнічною приналежністю […] неактуальною». Як керівник соцопитування Антон Голопенція залишив «особливо різкі» коментарі щодо підрахунку Смокини румунів на Дністрі, зазначивши його «кричущі арифметичні помилки».
Того ж 1943 року Смокина-старший підготував для друку Cartea moldovanului («Книга молдаванина»), де було вміщено звернення Йона Антонеску до «наших любих придністровців». Деякий час він перебував у Криму, допомагаючи румунському історику Георге І. Бретіану відновити листи, адресовані його предком, Іоном Бретіану, Миколі I. Два науковці зустрілися в Лівадійському палаці неподалік від Ялти. Смокина-старший мав також дружні контакти з українською еміграційною громадою, яку представляв Гнат Порохівський. У той час Німеччина не хотіла, щоб ці групи поверталися в Україну; за словами Порохівського, німці очікували, що більшу частину української території буде розділено між державами Осі. Як повідомляла Сигуранца, у серпні 1942 року Порохівський звернувся до Смокини, «лідера придністровців у нашій країні, з проханням добитися репатріації або відправити його як робітників і службовців у Трансністрію». Подібним чином Смокина підтримував контакти з місцевими росіянами та допомагав антикомуністичному хірургу Павлу Часовникову отримати права на румунське громадянство. У своєму рідному районі Дубосар вчений приймав румунських студентів, які приїжджали з Бухареста та з Одеського Румунського культурного інституту. До кінця Другої світової війни він отримав Орден Зірки Румунії, Орден Корони, Медаль «Культурні заслуги» та Хрест «Pro Benemerenti» Святого Престолу.

### Комуністичні репресії
На початку 1944 року країни Осі зазнали серйозних поразок на Східному фронті, і Радянський Союз розпочав загрозливу Дніпровсько-Карпатську наступальну операцію. За наказом Антонеску, Смокина та його суперник Голопенція керували евакуацією близько 10 000 придністровських румунів до контрольованої Румунією південної Бессарабії. Смокина запропонував Кондукетору «переправити всіх молдаван [у Придністров'ї] через Дністер через страх радянської помсти». Зміна долі стривожила бессарабських та придністровських активістів: Смокина, Халіппа та Болдур приєдналися до інших у дипломатичних зусиллях переконати західних союзників, що Бессарабія має бути частиною Румунії, але військова ситуація не дозволила їм покинути Румунію. Наступна битва за Румунію призвела до евакуації румунської адміністрації з Трансністрії, Бессарабії та навіть частини власне Молдови. У серпні 1944 року переворот Короля Михайла повалив Антонеску і вивів Румунію з Осі. Смокина стверджував, що особисто допомагав Антонеску в переговорах про сепаратний мир із союзними державами за кілька днів до падіння режиму. Після арешту Антонеску колишній придністровський радник жив усамітненим життям і зосередився на написанні історичних творів.
У червні 1945 року Союзна комісія в Бухаресті видала вибіркову заборону на твори Смокини, включно з Republica Moldovenească a Sovietelor і Masacrele de la Nistru. Вилучений радянськими окупаційними військами для відплати, його захистили колеги по Академії, які дали йому вигадане ім'я та найняли його адміністратором маєтку в Титулешті. Коли в Румунії прийшов комуністичний режим, усі його твори були офіційно піддані цензурі, а копії, що залишилися, були розшукані та конфісковані. За словами Попеску Ґоґана, він користувався особливою популярністю завдяки своїй «Розправі в Ністрі». Радянські окупанти арештували Смокину-молодшого, який на той час разом із дружиною та дочкою жив у Румунії та працював адвокатом. За однією версією, це був випадок канцелярської помилки: Олександра заслали в ГУЛАГ лише тому, що прийняли його за батька. Історія була спростована більш детальними дослідженнями того періоду. Стало відомо, що Олександра допитували за його військову діяльність у Березівці та Тирасполі. Таким чином його офіційно звинуватили в сприянні румунізації, шпигунстві проти радянської держави та завданні шкоди Придністров'ю на суму близько 964 мільйонів рублів. Визнаний винним, отримав 25 років каторжних робіт з відбуванням покарання в Амурській області. Насправді його вивезли далі на північ, у Севвостлаг на Колиму, де він працював на вугільних шахтах.
Смокина-старший переховувався за допомогою лідера PNȚ Юліу Маніу. Сподіваючись, що він повернеться, з 1954 року радянські війська поставили солдата на варту на вулиці Ніколае Голеску в Бухаресті, яка була його останнім відомим місцем проживання. Смокина все ще використовував псевдоніми, зокрема «Георге Йонеску», і намагався загубитися в Карпатах (зокрема, у Банатських хребтах). Відповідаючи на прохання Антонеску, він закопав свої придністровські документи в ямі в невстановленому місці поблизу Карансебеша. Згодом таки Смокина опинився у в'язниці, і, як він згадував, був підданий численним побоям. Звання академіка, пенсія та право відвідувати бібліотеку Румунської академії — усе це було його позбавлено. Його зять, Діомід Струнгару, був позбавлений усіх посад в наукових колах і змушений був працювати на фабриці з виробництва одягу.
У 1955 році, коли була в розпалі десталінізація, обидва Смокини були безцеремонно реабілітовані. Олександра забрали з місця заслання і повернули назад до Румунії як звільненого військовополоненого без документів. Оскільки це робило його фактично неособистістю, він був змушений підтримувати себе чорною працею незважаючи на те, що його здоров'я було підірване силікозом. У 1956 році його батько також повернувся до Бухареста. У квітні того ж року анонімний інформатор написав до радянського посольства, що на вулицю Матей Голеску повернувся «смертельний ворог комуністичного режиму»; це призвело до того, що його розслідував репресивний апарат, який відкрив досьє на Смокину-старшого в березні 1957 року. У 1957—1958 роках таємна поліція режиму, або Секурітате, продовжила слідкувати за Смокинаою, щоб визначити його важливість для відродження панрумунства. У його коло проникли інформатори, включно зі співробітником бібліотеки Академії, який дозволив йому використовувати приміщення під час шпигування за його роботою та контактами. Звіти Секурітате підсумовували його кар'єру в націоналістичній політиці: «до 1944 року він редагував і керував різними виданнями антирадянського змісту, написав і надрукував значну кількість антирадянських книжок і здійснював широкомасштабну пропагандистську діяльність на підтримку війни Антонеску через конференції, лекції та інші засоби». Пинтя, який сам був колишнім ув'язненим, піддався тиску, щоб він став інформатором Секурітате про діяльність Смокини в Бухаресті.
У серпні 1958 року Секурітате заарештувала Костянтина Н. Томеску. Томеску покарали за його націоналістичну поему «Дор де Басарабія», яку він публічно прочитав на похоронах своєї дружини, де був гостем Нікіта Смокина. Це дозволило владі 6–7 лютого 1959 року затримати та допитати Смокину. У грудні агенти Секурітате залякали Смокину, щоб він не відвідав похорони колишнього бессарабського сановника Ґріґоре Казакліу, але під час допитів він заперечував інформацію (або вдавав, що не знає) про змову з інтронізації Томеску як митрополита Бессарабії. Джерела Секурітате стверджували, що бессарабсько-придністровське підпілля планувало ряд заходів, які мали відбутися після майбутнього «звільнення Бессарабії», і що Смочіне обговорював повернення до Кишинева. Згідно з іншими подібними повідомленнями, Смокина завжди був у курсі того, що за ним стежать співробітники Секурітате, і намагався захистити своїх друзів, уникаючи контактів з ними. До 1961 року влада наблизилася до його судового переслідування, але зрештою зупинилася на залякуванні його, зазначивши, що він старий, хворий і психологічно вражений особистою втратою — останнє посилалося на випадкову смерть Костянтина Смокина, якого Нічіта розглядав як замасковане вбивство.

### При націонал-комунізмі
На початку 1962 року офіційний історичний журнал «Studii» опублікував рецензію Дана Сімонеску, який повідомляв громадськості, що «славіст Н. Смокина» володіє копією законів, прийнятих на початку XV століття під час правління Олександра I Доброго: «він вивчив рукопис і обіцяє [опублікувати] дослідження для його автентифікації». Нотатки, залишені самим Смокиною, свідчать про те, що він мав особистий досвід румунсько-радянських військових дій, які почалися в лютому 1963 року: хоча Секурітате все ще стежив за ним, його думки щодо румунських претензій у Бессарабії більше не сприймалися як злочинні. Нібито він знайшов більше розуміння у нового націонал-комуністичного лідера Румунії Ніколає Чаушеску, який прийшов до влади в 1965 році. Він стверджував, що вже того року Чаушеску попросив його відновити документи, які свідчать про перехід Антонеску до сепаратного миру; Відправлений охоронцем Секурітате до Карансебеша, Смокина знайшов лише три порожні ящики.
За його власним повідомленням, Смокина обговорював ці питання з комуністичним дослідником Іоном Попеску-Пуцурі, який повідомив йому, що Радянська влада конфіскувала всі листи Антонеску-Смокини, які могла знайти, і лише надішле кілька фотокопій до Бухареста для Секурітате використовувати як доказ проти вченого. Нездатність Секурітате вчасно переглянути такі документи мимоволі позбавила Смокину життя в розпал репресій 1950-х років. Комуністична партія докладала зусиль, щоб зібрати, зберегти та дослідити документи Смокини, включно з тими, що були частиною його досьє Секурітате протягом попередніх років. Повідомляється, що Попеску-Пуцурі сказав Смокині, що румунська держава відновить пропагандистські зусилля серед радянських румун: «Ми були в курсі і знаємо про російську несправедливість щодо бессарабських і придністровських румунів, про силове видалення місцевих жителів і про те, як росіян привозять щоб зайняти їх місце, ми чекаємо відповідного моменту, щоб підняти це питання з шансом на успіх, щоб повернути наші втрачені провінції».
Смокина залишався скептичним щодо цієї мети — на його думку, лише китайсько-радянська гаряча війна могла вплинути на зміну режиму, що принесло б користь румунам у цих регіонах. На цьому стику Чаушеску дозволив своєму придністровському знайомому отримати нову пенсію, але йому було відмовлено у повторній інтеграції в Академію, припустивши, що такий крок погіршить відносини між Румунією та Росією. Вони були відкрито випробувані бессарабською громадою в лютому 1967 року, коли Халіппа представив Державній раді Чаушеску звіти про існування пригноблених радянських румунів. Серед них була полемічна нота Смокини, який засуджував схвалене Радянським Союзом розмежування «молдавського народу» в Бессарабії та загалом ідеологію «молдовства». Через місяць Халіппа висунув ім'я Смокини серед тих бессарабців, які могли б служити фахівцями для фонду суспільних наук Румунської комуністичної партії.
На здоров'я Смокини в 1968 році вплинув інсульт, до 1971 року він використовував милиці для «невеликої ходьби, яку я робив». Він залишився «паралізованим наполовину тіла після образи, [але] навчився писати знову і ніколи не впускав перо до моменту своєї смерті». Його відновили румунська та радянська школи славістики, замовивши переклади зі слов'янських документів, виданих або Румунською академією, або Московською академією наук. Йому дозволили повернутися в бібліотеку Академії, але все ще заборонили писати власні оригінальні книги.
Дві нові статті Смокини були надруковані в новому популярному історичному огляді Magazin Istoric. один із них, опублікований у квітні 1970 року, стверджував, що фрагмент Євангелія 12-го століття, який зберігся в Ришнові, був оригінальним внеском румуна, і змішав румунські слова з основним слов'янським текстом. Це твердження було переглянуто та спростовано лінгвістом Георге Михайле, який повідомив, що Смокина неправильно сприйняв слов'янські терміни як латинські похідні. У 1970-х роках Смокина також публікував статті в спеціалізованому журналі в Салоніках, Греція, і передав свої документи та рукописи Національному архіву Румунії. Струнгару також було дозволено повернутися до роботи в університетах, і Смокина переїхав до нього та Клавдії.

### Останні роки
Нагляд Секурітате за бессарабською колонією було відновлено в березні 1969 року, коли Халіппа спробувала вшанувати унію 1918 року, заснувавши приватний фонд для вивчення історії Молдови, що загрожувало комуністичній монополії на історичну пам'ять. На той час таємна поліція була проінформована про те, що Халіппа змовляється з Александру Усатуком-Болгаром створити Національний патріотичний визвольний фонд, саме існування якого ризикує втягнути Румунію в серйозний конфлікт з «певними державами», «що суперечить нашій політиці партія і держава». Ім'я Смокини фігурувало в розслідуванні, оскільки його пропонували стати співкерівником організації Халіппи. Вигнані бессарабці все ще могли отримати вигоду з відносної толерантності націонал-комуністичної системи Румунії, і почали організовуватися в групи захисту, навіть встановлюючи зв'язки на Заході. Сам Смокина намагався стати посередником між двома конкуруючими фракціями: одну представляв Іон Пескалуце (і підтримував Халіппа); іншу очолив Антон Кріхан.
До 1973 року Халіппа розпочав безперервну петиційну кампанію, вимагаючи від Чаушеску виконати свої зобов'язання перед румунами, які проживали в Радянському Союзі, а також перед спільнотою вигнанців. У рамках цього він наполіг на тому, щоб уряд взяв до відома «жалюгідну ситуацію» Смокини. Того року Секурітате, підслухавши дім Халіппи, із задоволенням відзначила, що їхня кампанія газового освітлення спрацювала: і він, і Смокина погодилися, що всі відповідні історичні документи необхідно «передати владі»; Халіппа переконався, що Смокина продовжував передавати частини своїх власних архівів для опечатування режимом. У своїх листах до Кріхана Смокина наполягав на важливості «інтернаціоналізації бессарабської справи», зазначаючи, що він сам уже фізично не спроможний організувати таку кампанію. Ймовірно, він і є ініціатором зухвалого жесту, який стався під час мітингу бессарабців у Черниці, щоб поховати останки Іона Пелівана — на одному з вінків було написано «від друзів Трансністрії». Це роздратувало співробітників Секурітате, один з яких повідомив Халіппі, що вони отримували скарги від «певного посольства, яке образилося на те, що говориться в написі».
На цьому пізньому етапі дослідження Смокини були зосереджені головним чином на доведенні того, що росіяни традиційно вважали Придністров'я юридично окремою частиною «Новоросії», керованою Румунією. У квітні 1978 року він повідомив Кріхану, що працює над статтею для Slavic Review, де він висунув теорію про те, що Реймське Євангеліє було твором румуна, «з доданими туди деякими румунськими словами». Він ніколи не публікував такої праці, але передав свої думки історику Костянтину Ч. Джуреску, який прийняв погляди Смокини та популяризував їх в одному зі своїх останніх текстів. За словами Михаїла, всьому аргументу бракувало наукового обґрунтування; Смокина, зазначає він, неправильно ідентифікував румунські слова, неправильно розділивши Євангельський суцільний запис.
У квітневій статті 1979 року Джордж Мунтян висловив жаль з приводу відсутності Смокини у щойно опублікованому словнику румунських істориків. Після смерті багатьох друзів Смокина все ще отримував візити від Елефтері Сінікліу; як він повідомив Кріхану: «Я боюся, що тепер моя черга і що я не побачу, як моя омріяна надія принесе плоди, бо хвороба добирається до мене». Останні записи в його приватному щоденнику показують, що він не переконав Чаушеску, «диктатора», якого він розглядав як некомпетентного менеджера економіки Румунії, а також протидіяв його культу особиі. Смокина помер у Бухаресті вранці 14 грудня 1980 року і був похований через три дні в Рейнвіереа, в Колентині. Це сталося в той момент, коли Грецький інститут балканських досліджень розглядав його останню статтю для публікації.

## Спадщина
Після грудневої революції 1989 року, коли Чаушеску було повалено, уся творчість і життя Смокини знову були в центрі уваги громадськості. 3 липня 1990 року посмертно відновлений у званні почесного члена Академії. Ще одна ознака цього відновлення з'явилася в 1993 році, коли філолог Йордан Датку опублікував статтю, де докладно описував етнографічну роботу Смокини. Цей проєкт побачив, як Датку встановив зв'язок з Оександром Смокиною, який звільнився з роботи в бібліотеці Академії: «Чоловік блідого кольору обличчя, дуже сумний і надзвичайно некомунікабельний. […] Пізніше я дізнався, що він носив кардіостимулятор». Перед смертю в 2002 році він завершив власну книгу тюремних мемуарів під назвою Care Patrie? («Яка Батьківщина?»).
Основні етнографічні дослідження Нічіти Смокини були представлені в антології 1996 року Românitatea transnistriană («Придністровська Румунія»), опублікованій у Бухаресті Editura Semne. Смокину також пам'ятає влада Молдови, Бессарабської держави, створеної після розпаду Радянського Союзу, де 1996 року Олександра Смокину було офіційно реабілітовано. У квітні 2010 року президент Молдови Міхай Гімпу посмертно нагородив Смокину-старшого орденом Пошани. Смокину не вшановують у власне Придністров'ї, яким керує сепаратистський проросійський режим. Як повідомляється, Олександр Смокина намагався відвідати свій дім у Махалі (де досі живе сім'я «Смокина»), але йому завадила увійти туди група місцевих росіян.
Повідомляється, що Радянська влада видалила Cartea moldovanului з публічних документів. До пострадянського часу дійшов лише один екземпляр, який зберігався у жінки, яка мешкала десь під Одесою. Спогади Нікіти Смокини (або Memorii) були опубліковані 2009 року під опікою Румунської академії, а потім у 2012 році Pagini din însemnările unui rebel, у Editura Samia в Яссах. Редактор — Влад Галін-Коріні, зять Діоміда Струнгару. Коментатори описали першу книгу як відкриття, зокрема через докладну інформацію про різних громадських діячів, з якими придністровський етнолог зустрічався до 1944 року. За словами Ґалін-Коріні, ці роботи також були відкинуті редакторами в Молдові, оскільки вони містять нахабні заяви про бессарабців, які співпрацювали з Радами. У червні 2012 року вони отримали позитивну рецензію в рамках симпозіуму Смокини в Академії наук Молдови. Два роки потому Care Patrie? був опублікований разом із спогадами його батька — Нікіти Смокини . Vox clamantis in deserto. Редактором обох творів був Вадим Гузун. У 2015 році Datcu випустив нове видання Din literatura populară.